# Galambformák

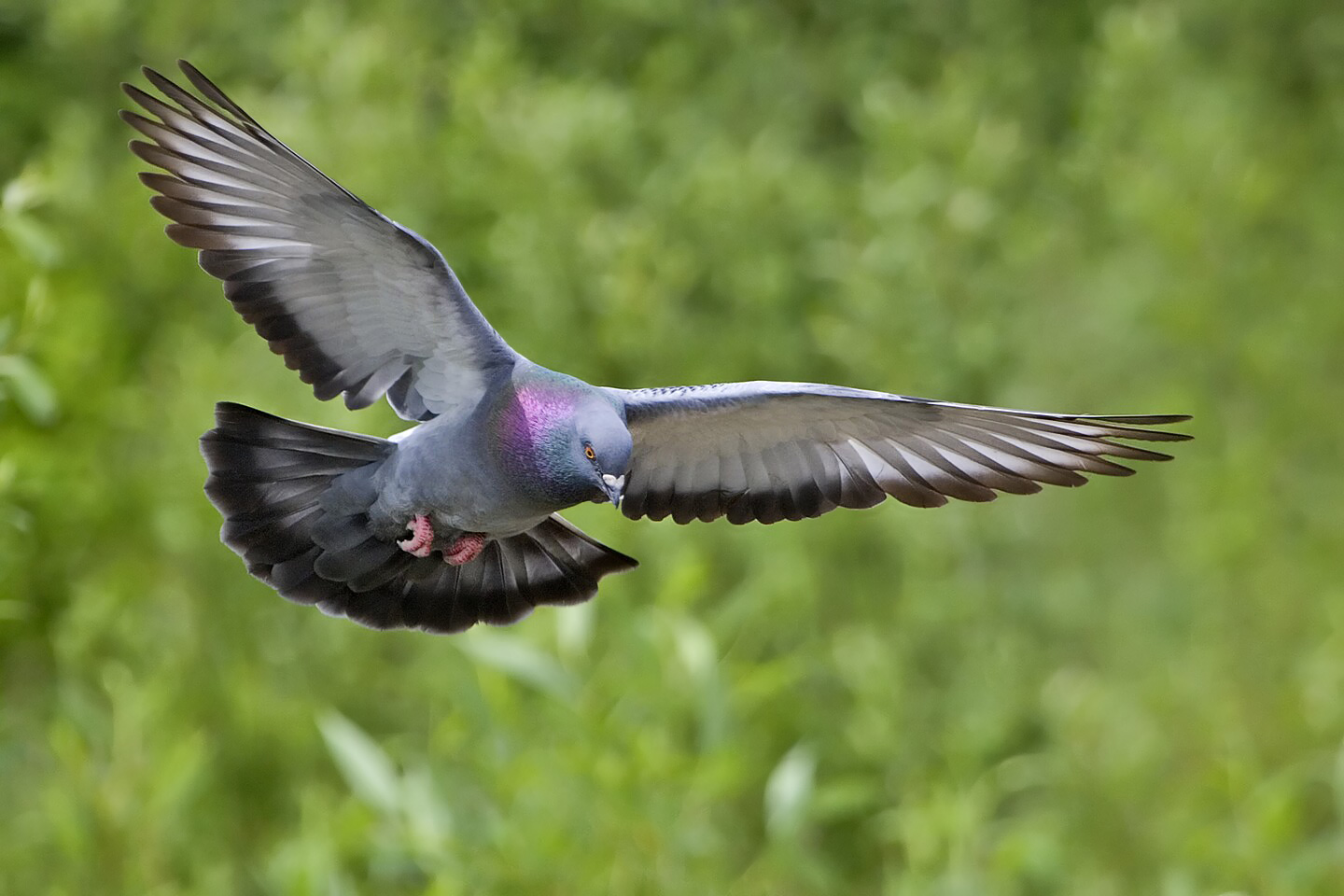
Szirti galamb (Columba livia)

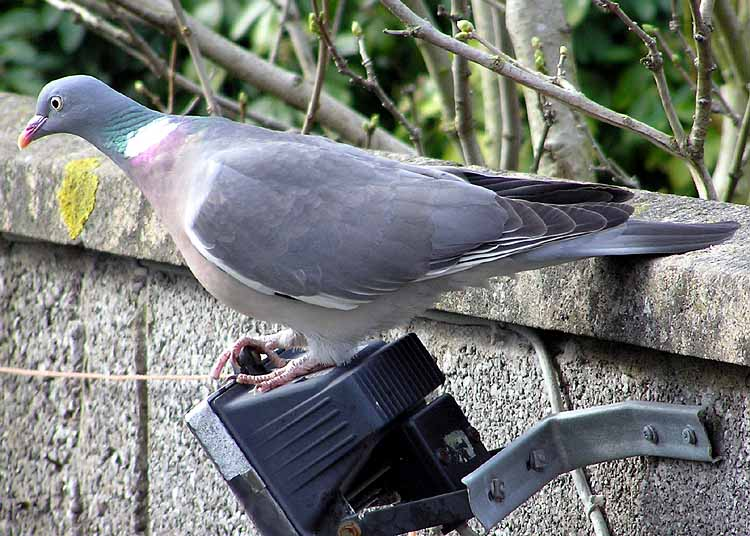
Örvös galamb (Columba palumbus)

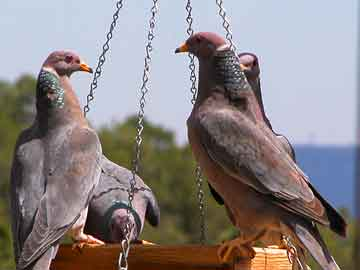
Sávosfarkú galamb (Patagioenas fasciata)

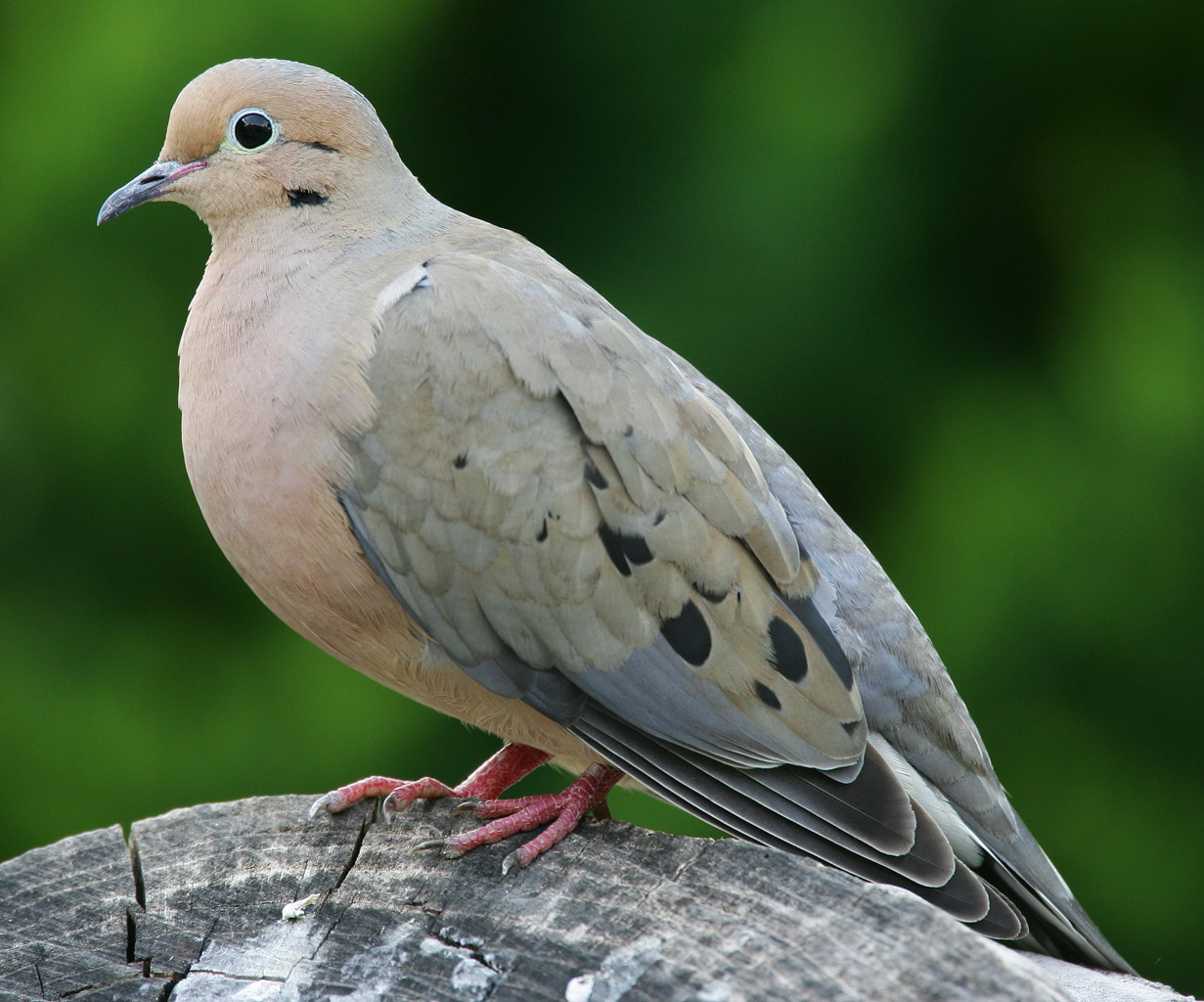
Sirató gerle (Zenaida macroura)

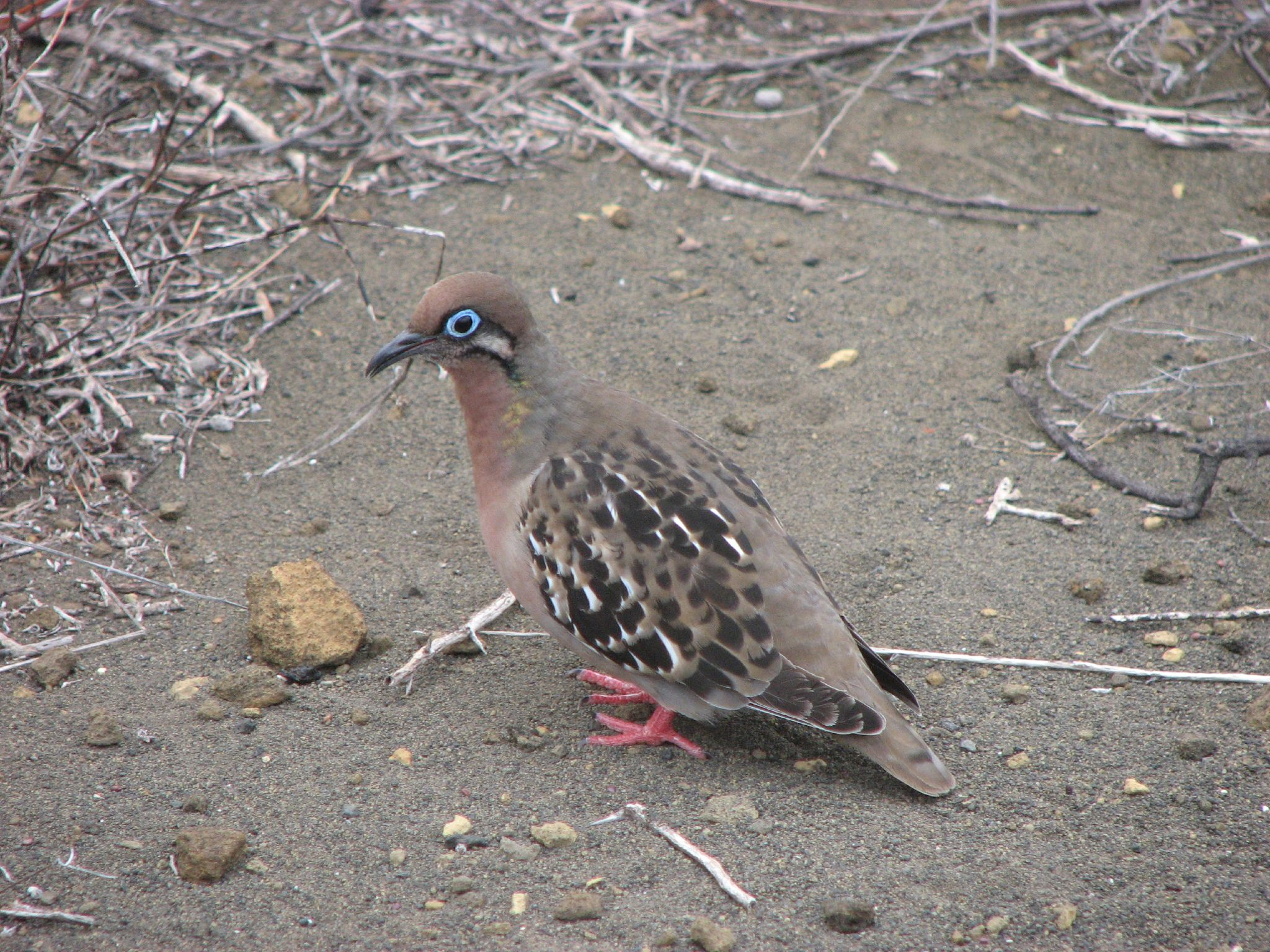
Galápagosi gerle (Zenaida galapagoensis)

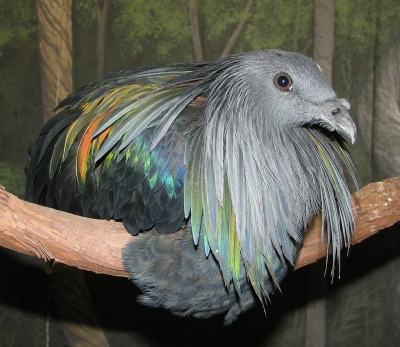
Sörényes galamb (Caloenas nicobarica)

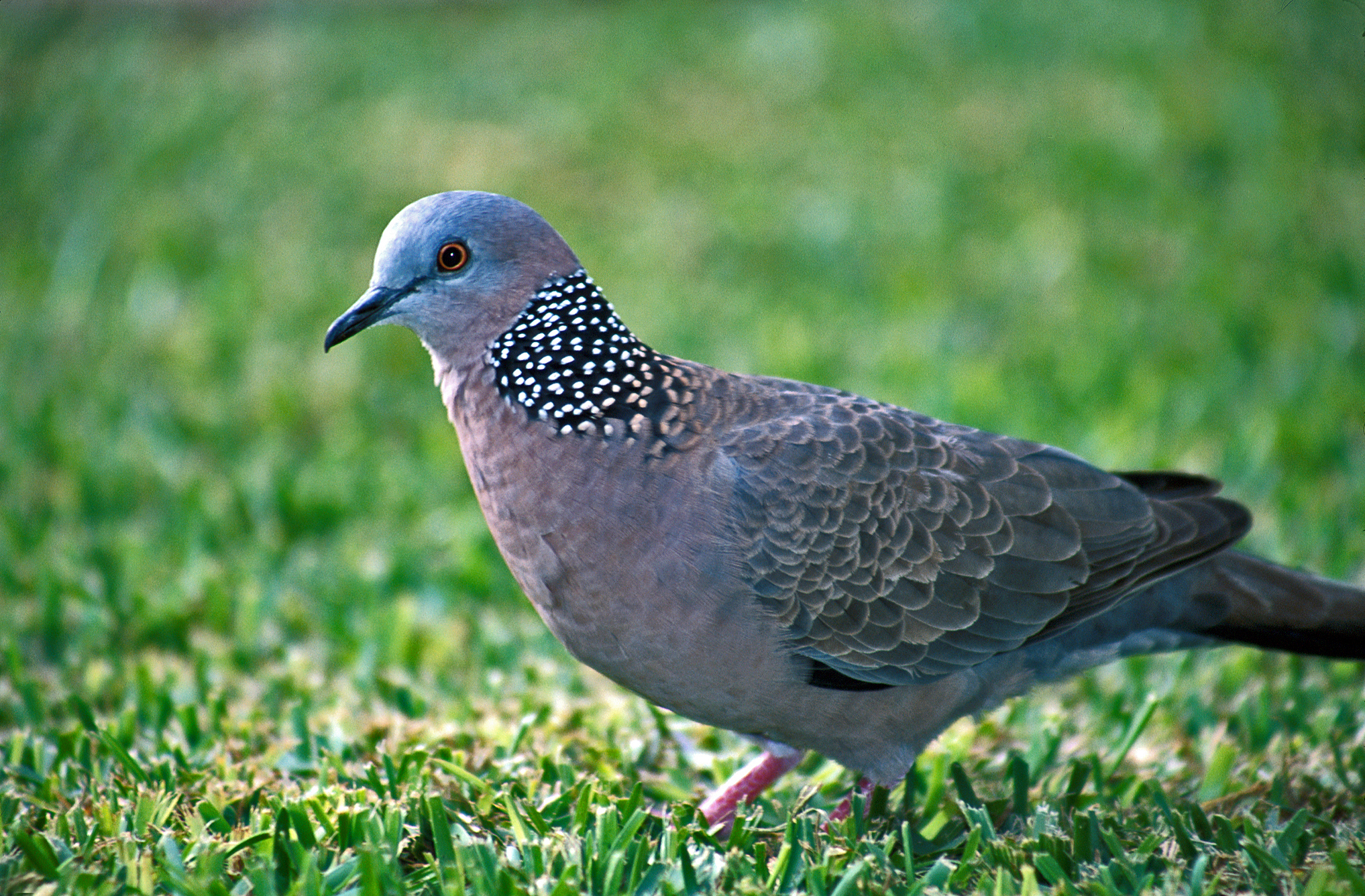
Gyöngyösnyakú gerle (Streptopelia chinensis)

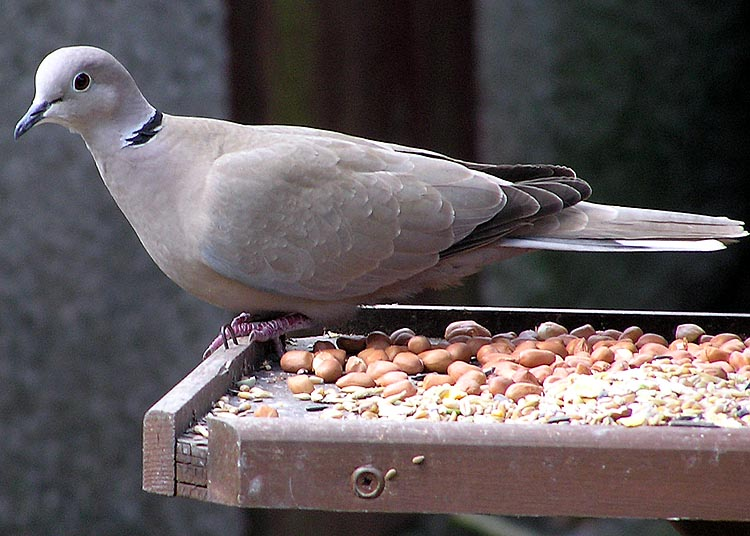
Balkáni gerle (Streptopelia decaocto)

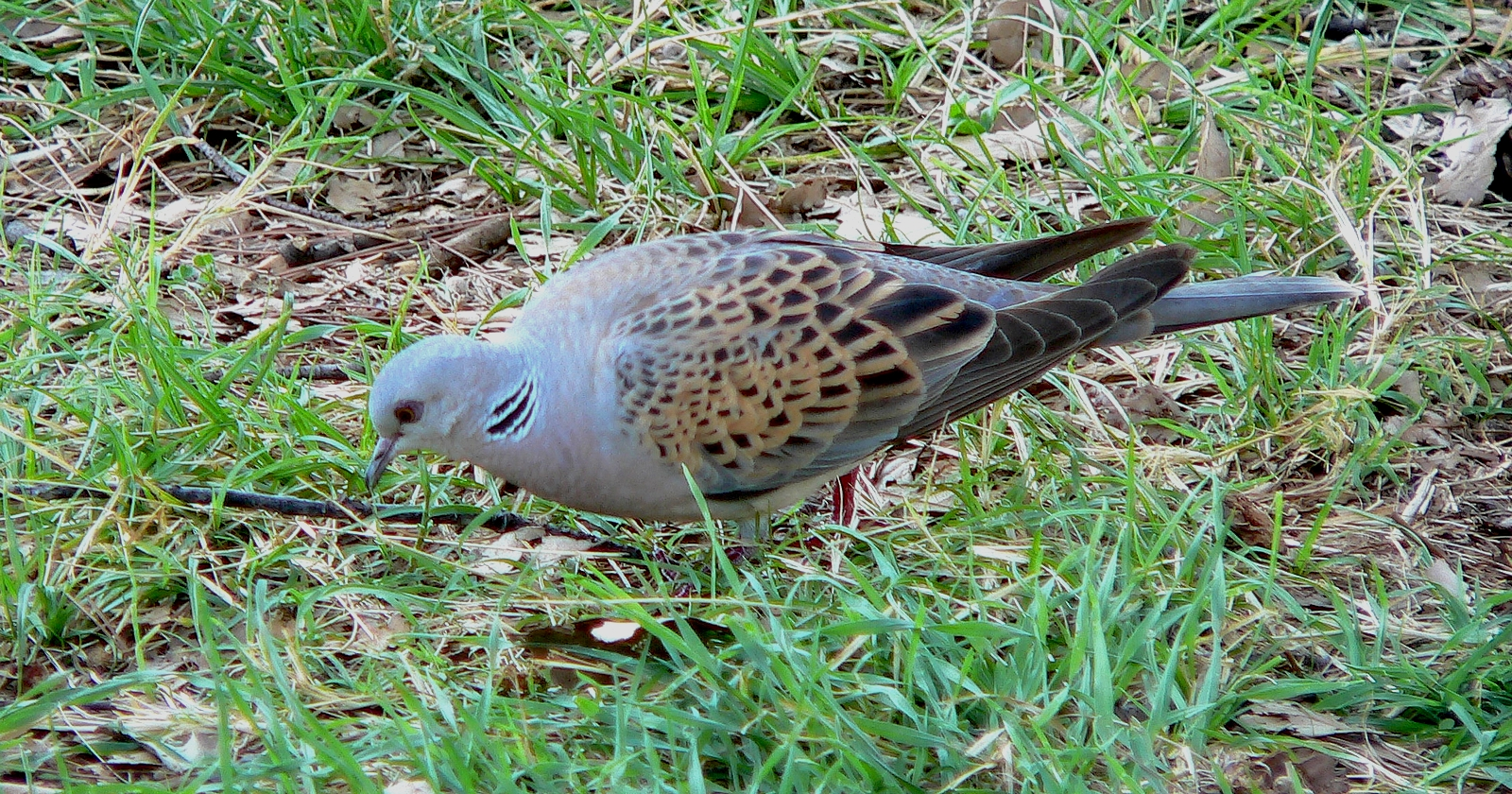
Vadgerle (Streptopelia turtur)

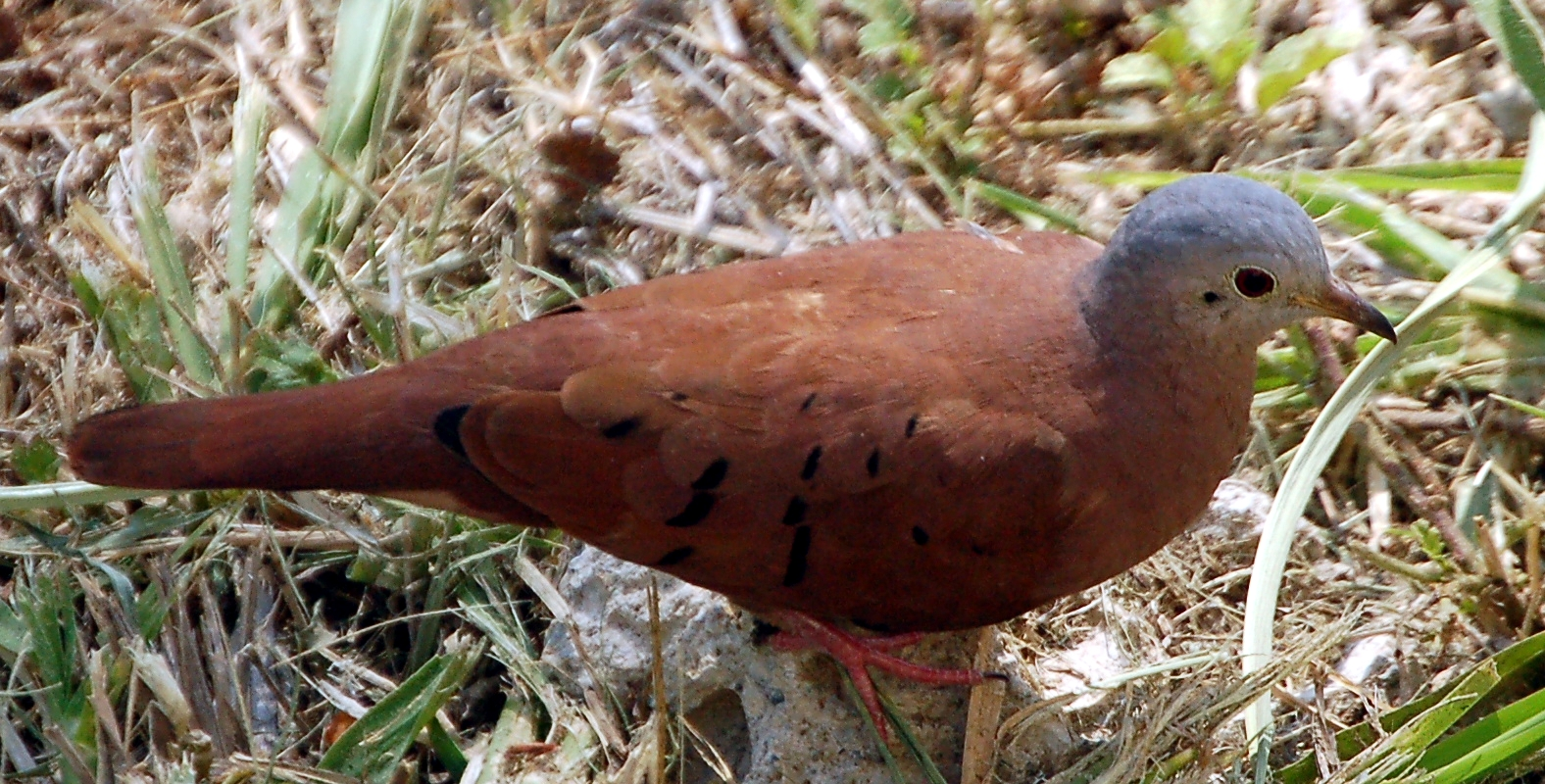
Fahéjszínű galambocska (Columbina talpacoti)

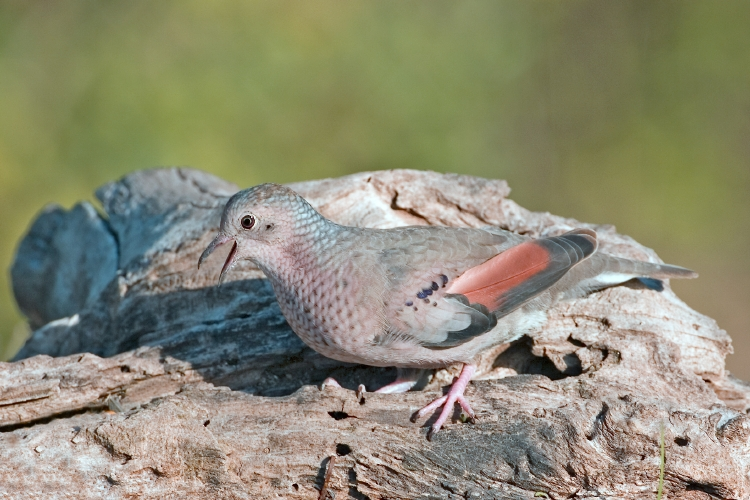
Verébgalambocska (Columbina passerina)

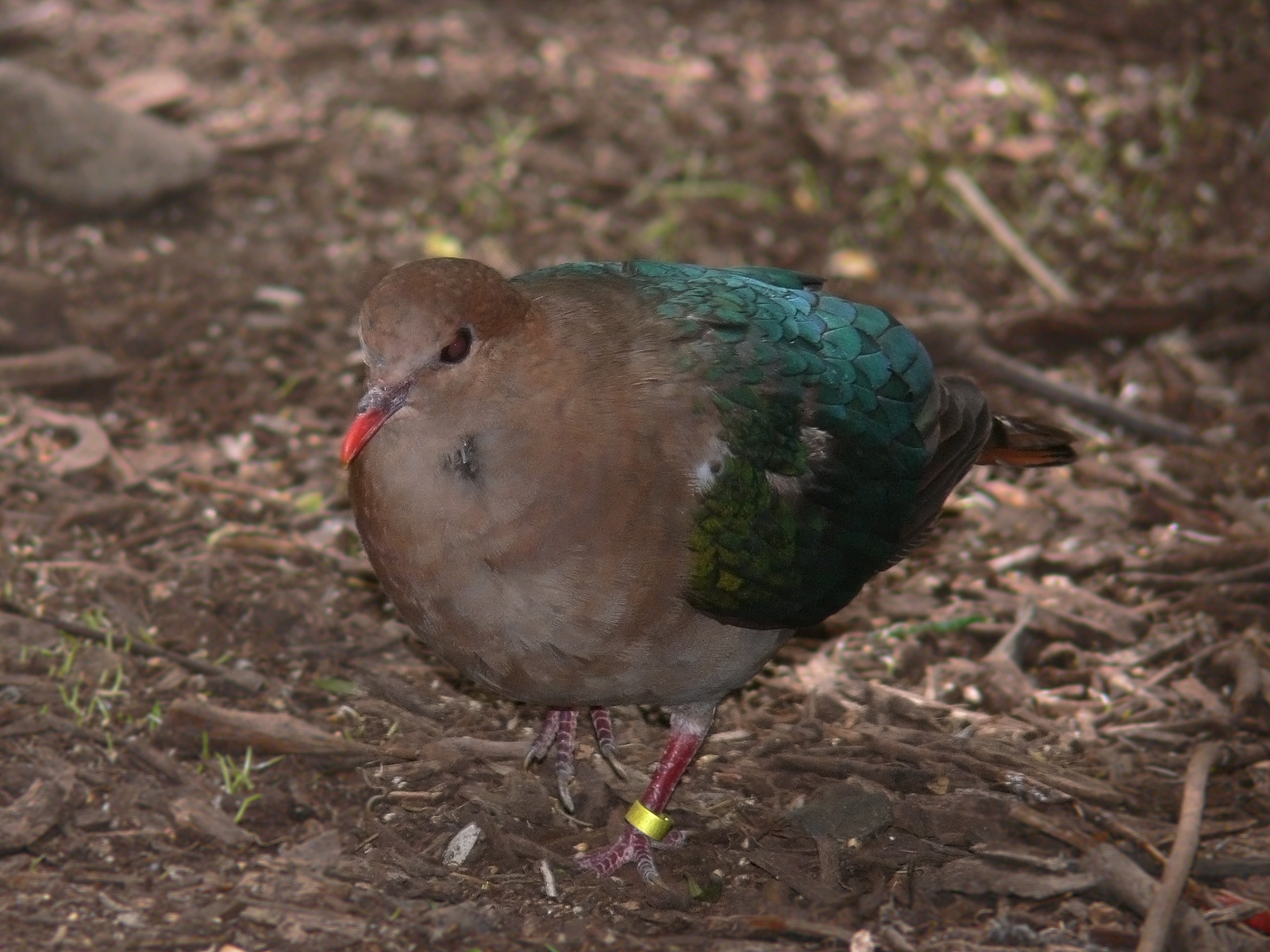
Zöldszárnyú galamb (Chalcophaps indica)

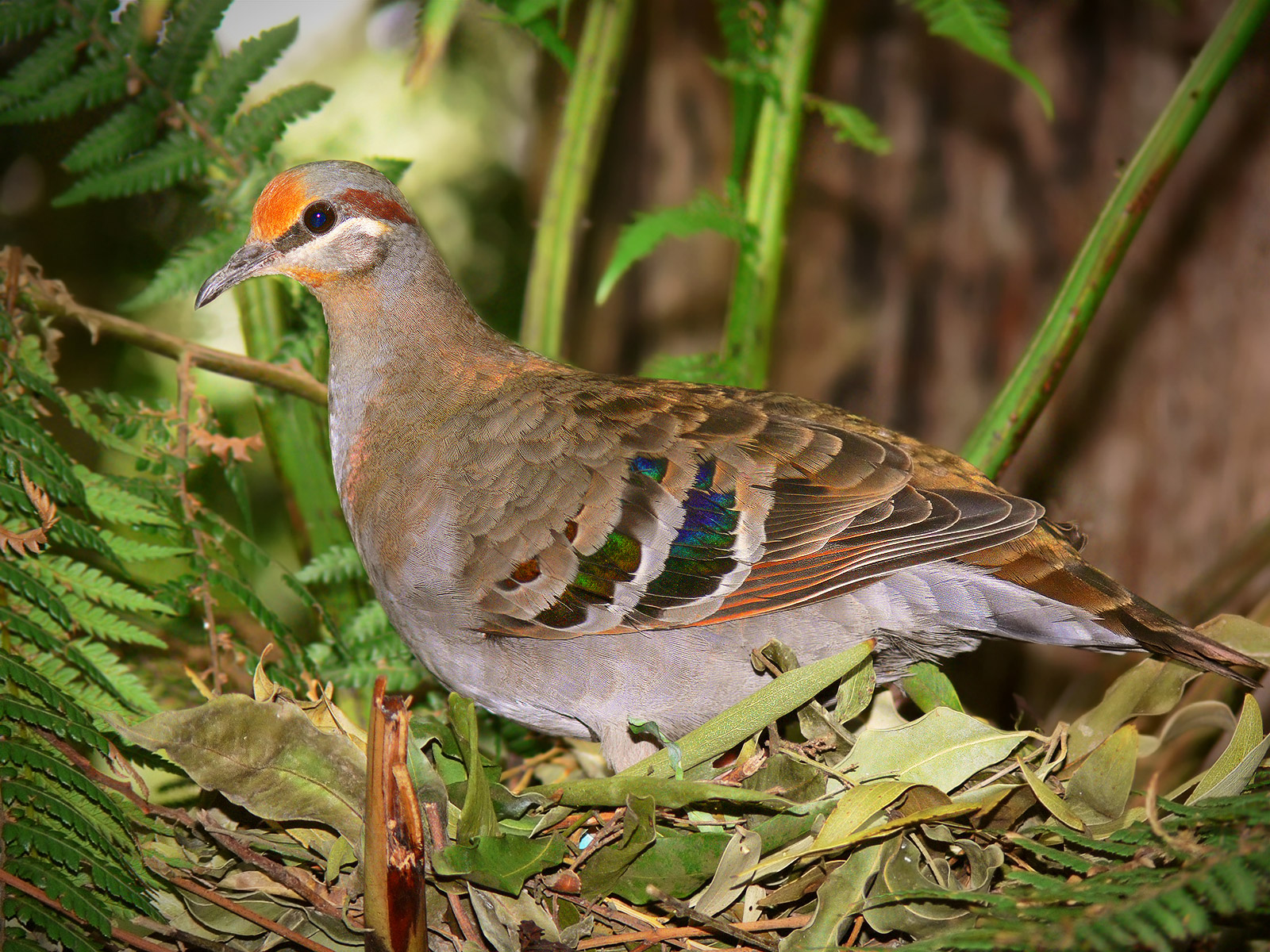
Vörhenyes bronzgalamb (Phaps elegans)

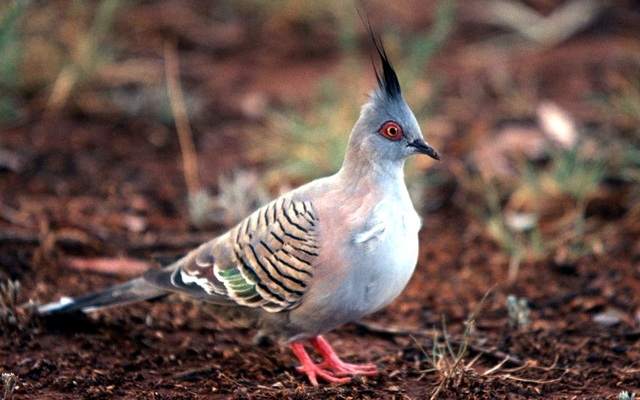
Kontyos galamb (Ocyphaps lophotes)

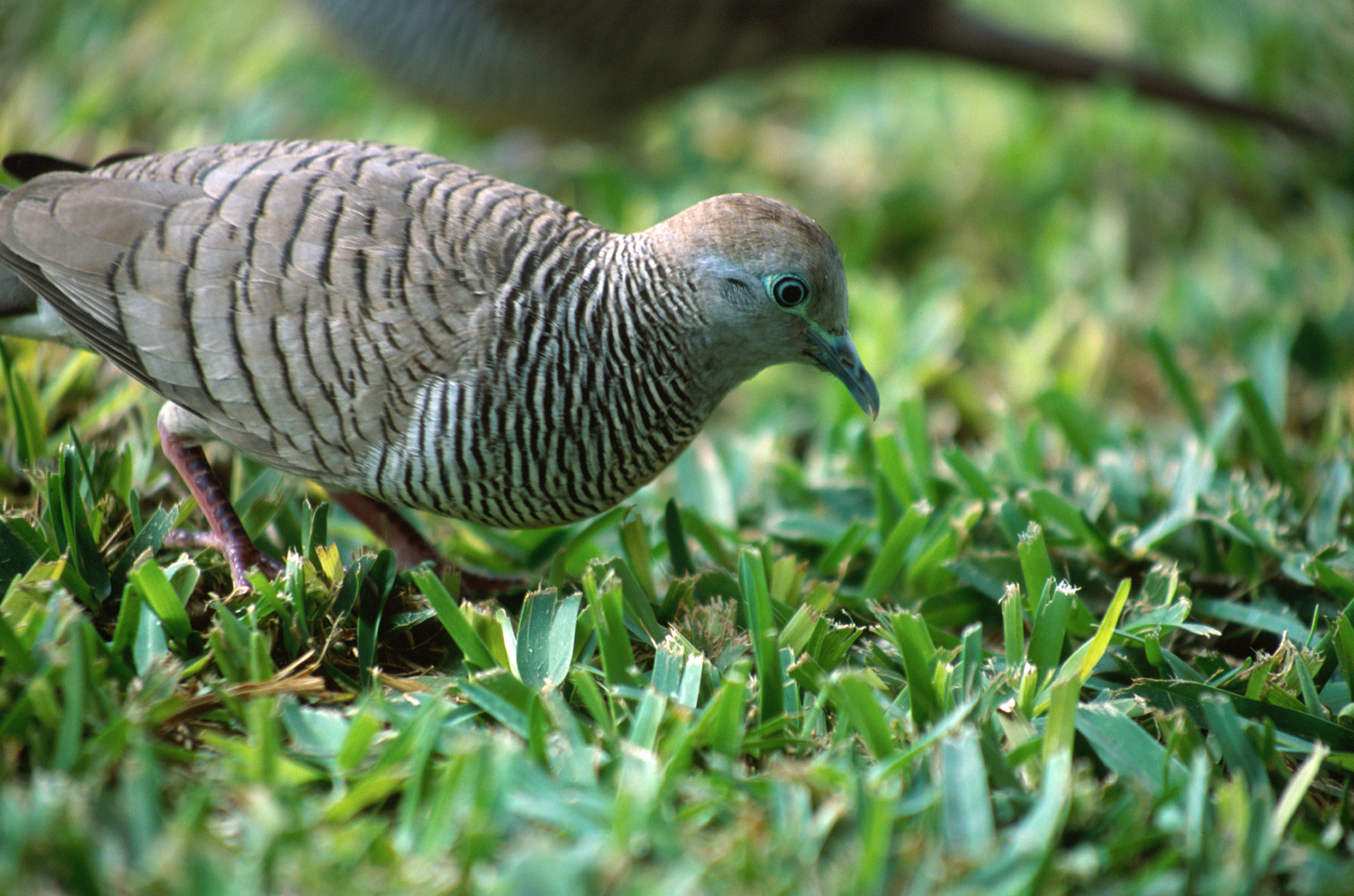
Zebragalambocska (Geopelia striata)

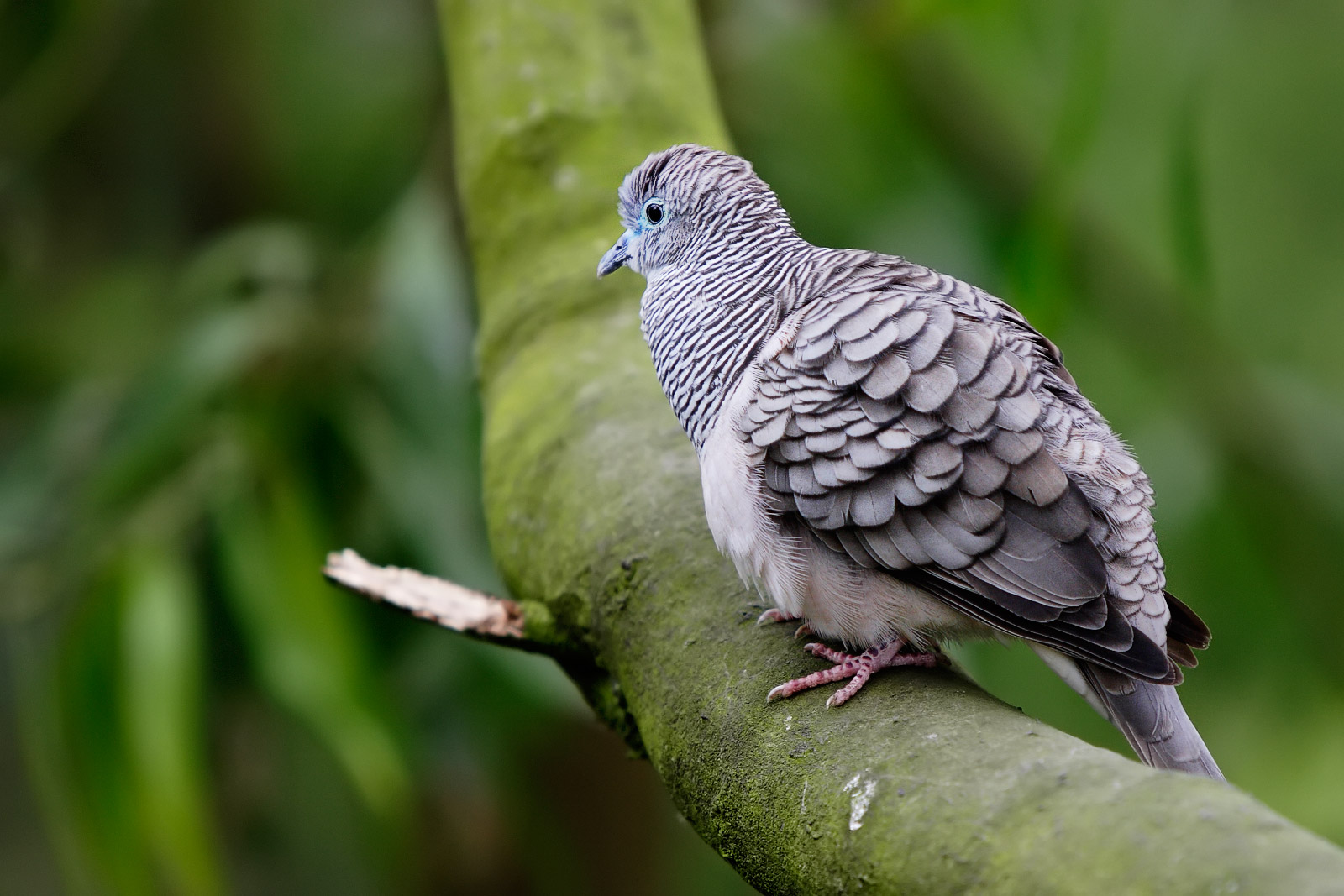
Geopelia placida

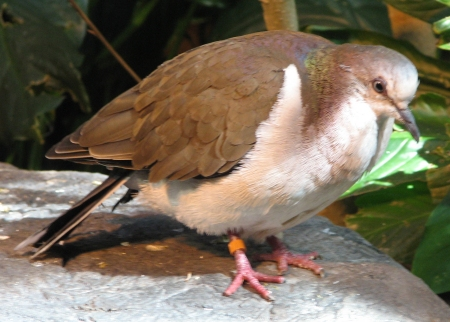
Jamaicai pufókgerle (Leptotila jamaicensis)

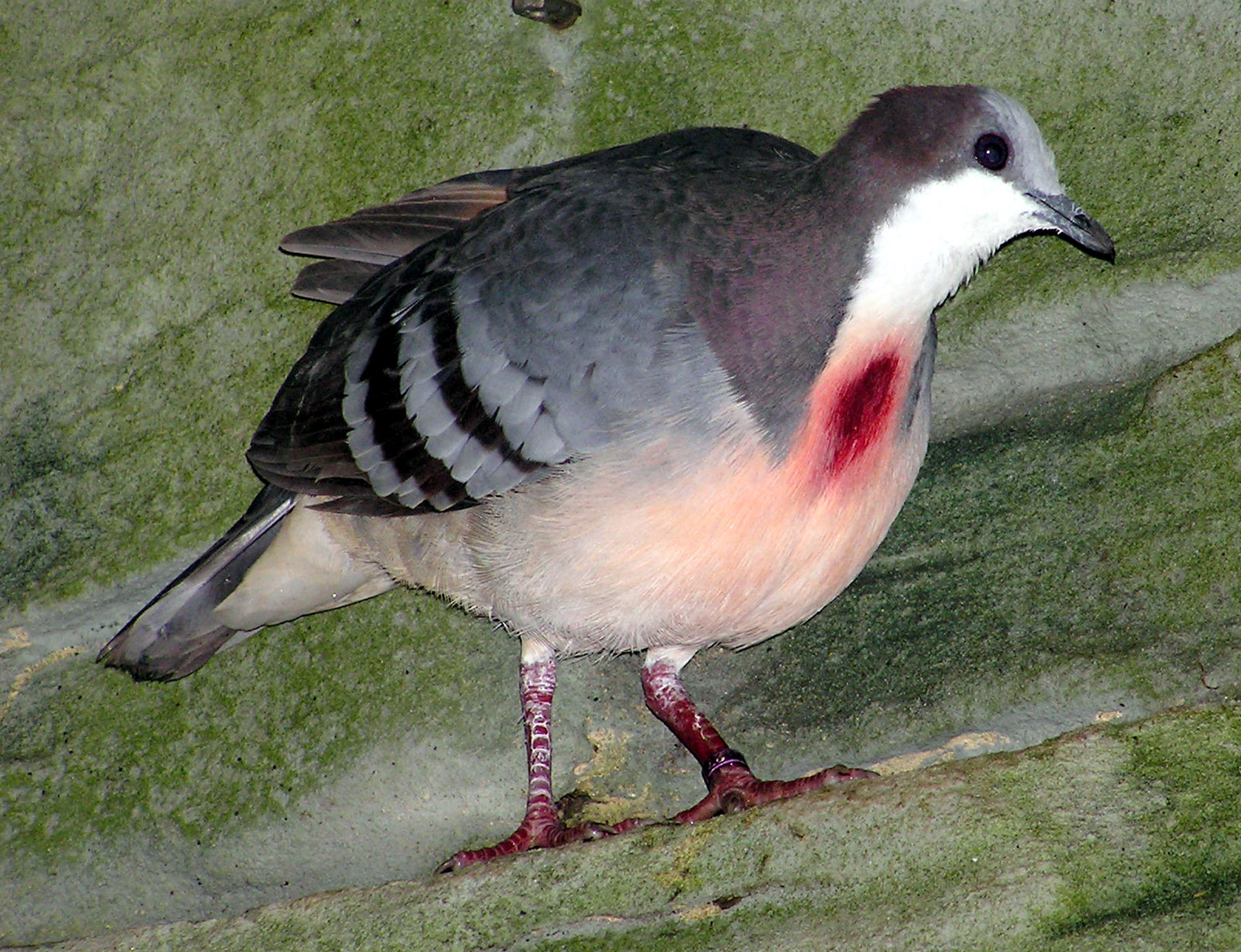
Luzoni csillagosgalamb (Gallicolumba luzonica)

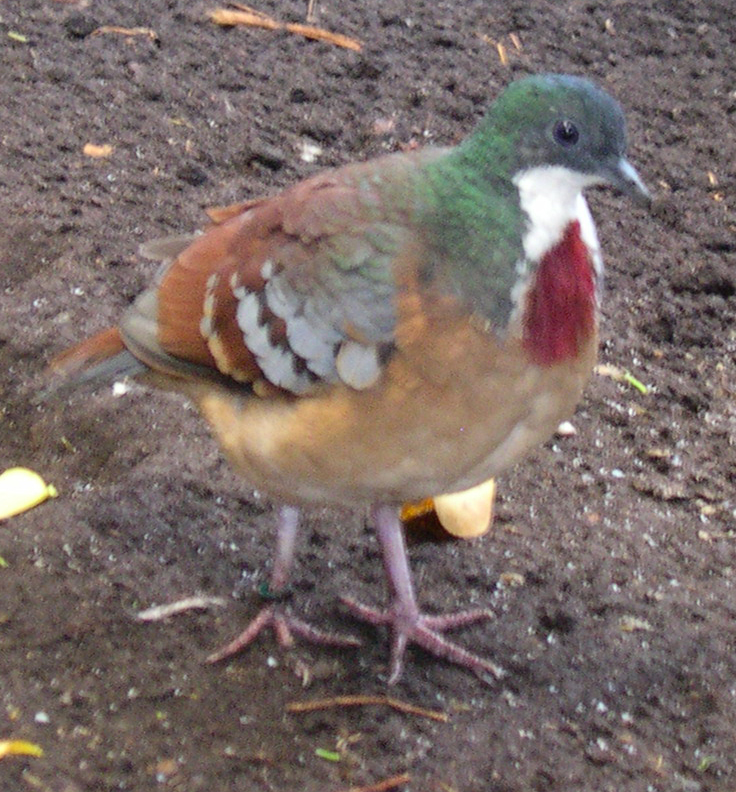
Mindanaói csillagosgalamb (Gallicolumba crinigera)

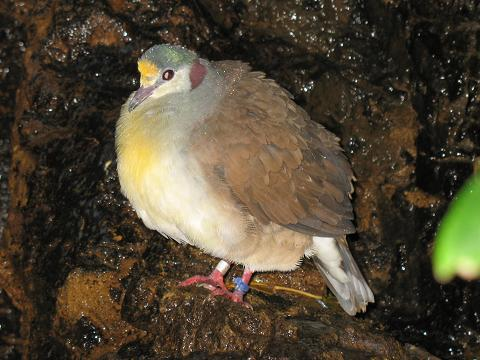
Kontyos csillagosgalamb (Gallicolumba tristigmata)

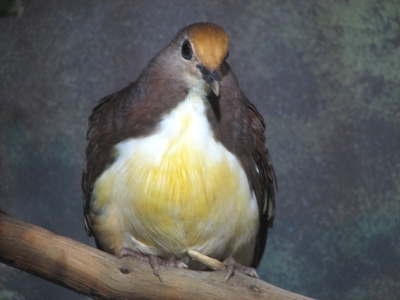
Aranymellű csillagosgalamb (Gallicolumba rufigula)

A galambformák (Columbinae) a madarak osztályának galambalakúak (Columbiformes) rendjébe és a galambfélék (Columbidae) családjába tartozó alcsalád.
Az ide tartozó fajok elsősorban magevők és szinte az egész Földön élnek képviselőik, bár Óceánia szigetvilágában viszonylag kevés fajuk él.

## Rendszerezés
Az alcsaládba az alábbi nemzetségek, nemek és fajok tartoznak
- Zenaidini
  - Starnoenas
  - Geotrygon
  - Leptotila
  - Leptotrygon
  - Zenaida
  - Zentrygon

- Columbini
  - Reinwardtoena
  - Turacoena
  - Macropygia
  - Ectopistes
  - Patagioenas
  - Streptopelia
  - Nesoenas
  - Columba
  - Caloenas
  - Columbina
  - Oena
  - Turtur
  - Chalcophaps
  - Henicophaps
  - Petrophassa – 2 faj
  - Phaps – 3 faj

- - Ocyphaps (Gray, 1842 – 1 faj
    - kontyos galamb (Ocyphaps lophotes) más néven (Geophaps lophotes)

- Geophaps (Gray, 1842) – 3 faj
  - rőtbóbitás galamb (Geophaps plumifera)
  - Geophaps scripta
  - pikkelyesmellű galamb (Geophaps smithii)

- Geopelia (Swainson, 1837) – 5 faj
  - gyémántgalambocska (Geopelia cuneata)
  - zebragalambocska (Geopelia striata)
  - timori zebragalambocska (Geopelia maugei) más néven (Geopelia maugeus)
  - rozsdásnyakú földigerle (Geopelia humeralis)
  - Geopelia placida

- Leucosarcia (Gould, 1843) – 1 faj
  - Vonga-galamb (Leucosarcia melanoleuca)

- Claravis (Oberholser, 1899) – 3 faj
  - sávos ezüstgalamb (Claravis godefrida)
  - Monetour galambocska (Claravis mondetoura)
  - ékszer galambocska (Claravis pretiosa)

- Metriopelia (Bonaparte, 1855) – 4 faj
  - Aymara galambocska (Metriopelia aymara)
  - csupaszszemű galambocska (Metriopelia ceciliae)
  - feketeszárnyú galambocska (Metriopelia melanoptera)
  - Moreno galambocska (Metriopelia morenoi)

- Uropelia (Bonaparte, 1855) – 1 faj
  - Campos galambocska (Uropelia campestris)

- Gallicolumba (Heck, 1849) – 20 faj
  - luzoni csillagosgalamb (Gallicolumba luzonica)
  - mindanaói csillagosgalamb (Gallicolumba crinigera) más néven (Gallicolumba criniger)
  - mindorói csillagosgalamb (Gallicolumba platenae)
  - negrosi csillagosgalamb (Gallicolumba keayi)
  - tawi-tawi csillagosgalamb (Gallicolumba menagei)
  - aranymellű csillagosgalamb (Gallicolumba rufigula)
  - kontyos csillagosgalamb (Gallicolumba tristigmata)
  - jobi csillagosgalamb (Gallicolumba jobiensis)
  - norfolk-szigeti csillagosgalamb (Gallicolumba norfolciensis) – kihalt
  - fehértorkú csillagosgalmb (Gallicolumba xanthonura)
  - karolina-szigeteki csillagosgalamb (Gallicolumba kubaryi)
  - tahiti csillagosgalamb (Gallicolumba erythroptera)
  - bíborvállú csillagosgalamb (Gallicolumba stairi)
  - santa cruz szigeti csillagosgalamb (Gallicolumba sanctaecrucis)
  - tanna-szigeti csillagosgalamb (Gallicolumba ferruginea) – kihalt
  - San Cristóbal-i csillagosgalamb (Gallicolumba salamonis) – kihalt
  - Marquises-szigeteki csillagosgalamb (Gallicolumba rubescens)
  - szürkemellű csillagosgalamb (Gallicolumba beccarii)
  - palaui csillagosgalamb (Gallicolumba canifrons)
  - Wetar csillagosgalamb (Gallicolumba hoedtii)

- Trugon (Gray, 1849) – 1 faj
  - földi galamb (Trugon terrestris)

- Microgoura (Rothschild, 1904) – 1 faj
  - Salamon-szigeteki koronásgalamb (Microgoura meeki) – kihalt